# John Conway
John Horton Conway (Liverpool, 26 december 1937 - Princeton, 11 april 2020) was een Brits wiskundige, die veel publicaties op zijn naam heeft staan. Hij was actief in verschillende deelgebieden van de wiskunde, zoals de groepentheorie, cryptografie, meetkunde en getaltheorie. Hij bedacht onder meer de surreële getallen.
Conway heeft aan de Universiteit van Cambridge gestudeerd, bleef daar tot 1986 college geven, maar werd dat jaar hoogleraar in de wiskunde aan de Universiteit van Princeton. Hij was sinds 1981 Fellow of the Royal Society. Hij overleed op 11 april 2020, drie dagen nadat hij koorts had gekregen ten gevolge van COVID-19.

## Werk

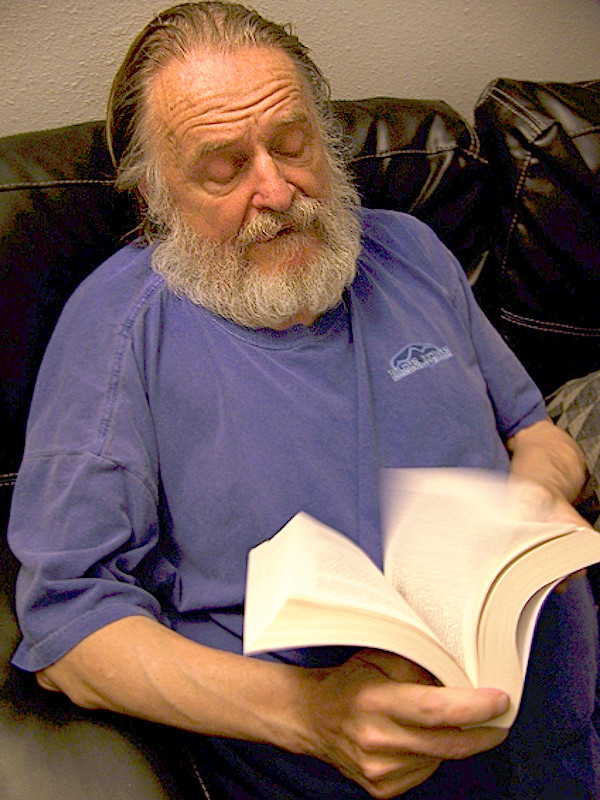
John Conway in 2015

### Groepentheorie
Hij werkte aan de classificatie van eindige enkelvoudige groepen en ontdekte de Conway-groepen. Hij was de belangrijkste auteur van de ATLAS of Finite Groups, waarin de eigenschappen van veel eindige enkelvoudige groepen worden gegeven. Samen met een aantal medewerkers construeerde hij de eerste concrete representatie van enkele van de sporadische groepen. Meer specifiek ontdekte hij de drie sporadische groepen die zijn gebaseerd op basis van de symmetrie van het Leech-rooster. Naar hem zijn deze drie groepen de Conway-groepen genoemd.
Hij formuleerde samen met Simon Norton het complex van vermoedens over de monstergroep met modulaire functies. Dit complex van vermoedens noemde Conway het symmetrie-monster.

### Getaltheorie
Terwijl hij nog met zijn afstuderen bezig was, bewees hij het vermoeden van Waring dat ieder gehele getal als de som van 37 getallen kan worden geschreven, die elk tot de vijfde macht zijn verheven, maar de Chinese wiskundige Chen Jingrun was hem net voor.

### Meetkunde
Conway was actief in de meetkunde. De Conway-driehoeknotatie is naar hem genoemd. Hij verdiepte zich in de theorie van patronen en vormen, van veelhoeken en veelvlakken, waar een gegeven symmetrie in voorkomt en schreef daar een boek over, The Symmetries of Things.

### Analyse
Hij vond een basis 13 functie uit als tegenvoorbeeld voor het omgekeerde van de tussenwaardestelling: de functie neemt elke reële waarde aan in elk interval op de reële lijn. De functie heeft dus de Darboux-eigenschap, maar is toch niet continu.

### Speltheorie
Conway is onder amateurwiskundigen bekend geworden door zijn Game of Life. Dit 'spel' zorgde voor grote belangstelling voor het onderzoek naar cellulaire automata. Conway was zeer geïnteresseerd in allerlei spellen, en heeft er vele uitgebreid geanalyseerd, bijvoorbeeld Sprouts.
Hij vond de surreële getallen uit, een nieuw systeem van getallen. Deze zijn nauw verwant zijn aan bepaalde spellen. Ze zijn het onderwerp geweest van een wiskundige roman van Donald Knuth Hij vond ook een nomenclatuur uit voor extreem grote getallen, de Conway chained arrow notatie.

### Theoretische natuurkunde
In 2004 bewezen Conway en Simon B. Kochen, een andere wiskundige uit Princeton, het vrije wil theorema, een versie van het "no hidden variables" principe van de kwantummechanica. Het stelt dat onder bepaalde voorwaarden, als een experimentator vrij kan beslissen welke grootheden gemeten moeten worden in een bepaald experiment, elementaire deeltjes vrij moeten zijn om hun spins te kiezen om de metingen consistent te maken met de natuurkundige wet. Conway zei dat "als experimentators een vrije wil hebben, dan hebben elementaire deeltjes dat ook".

### Overige bijdragen
- Hij heeft in 1986 de rij van Conway bedacht, gebaseerd op een taalkundige beschrijving.
- Hij heeft het naar hem genoemde vermoeden van Conway geformuleerd.

### Prijzen
1997: Berwick Prize
1981: gekozen tot Fellow of the Royal Society
1987: Pólya Prize (LMS)
1998: Nemmersprijs toegekend.
2000: Steele-prijs